# O krtkovi
O krtkovi je česká volná série krátkých animovaných filmů pro děti výtvarníka Zdeňka Milera, která vznikala mezi lety 1957 až 2002. Hlavní postavou je kreslený krtek potýkající se mnohdy se světem lidí a zažívající různé příhody se svými zvířecími kamarády. Po smrti autora umožnila jeho vnučka vznik nových dílů s krtkem, koprodukční čínsko-český seriál se jmenuje Krtek a Panda.

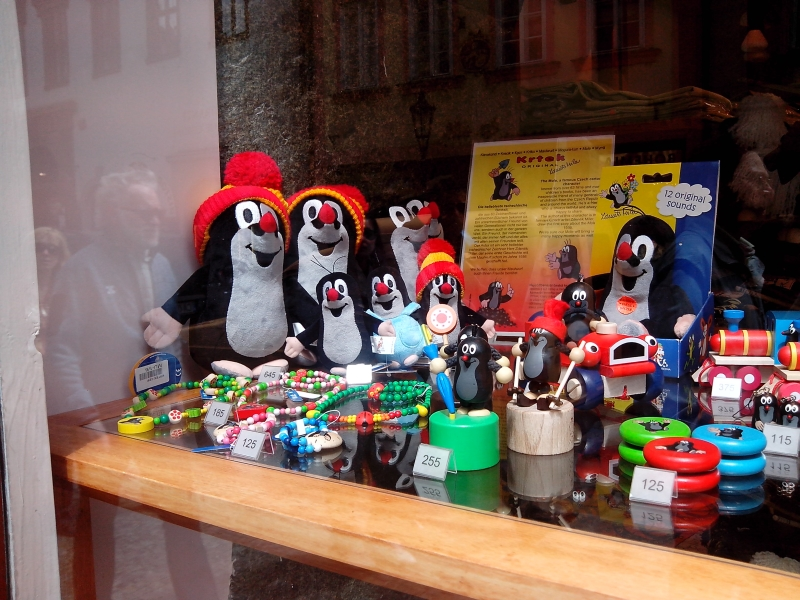
Postava krtečka v pražském obchodě

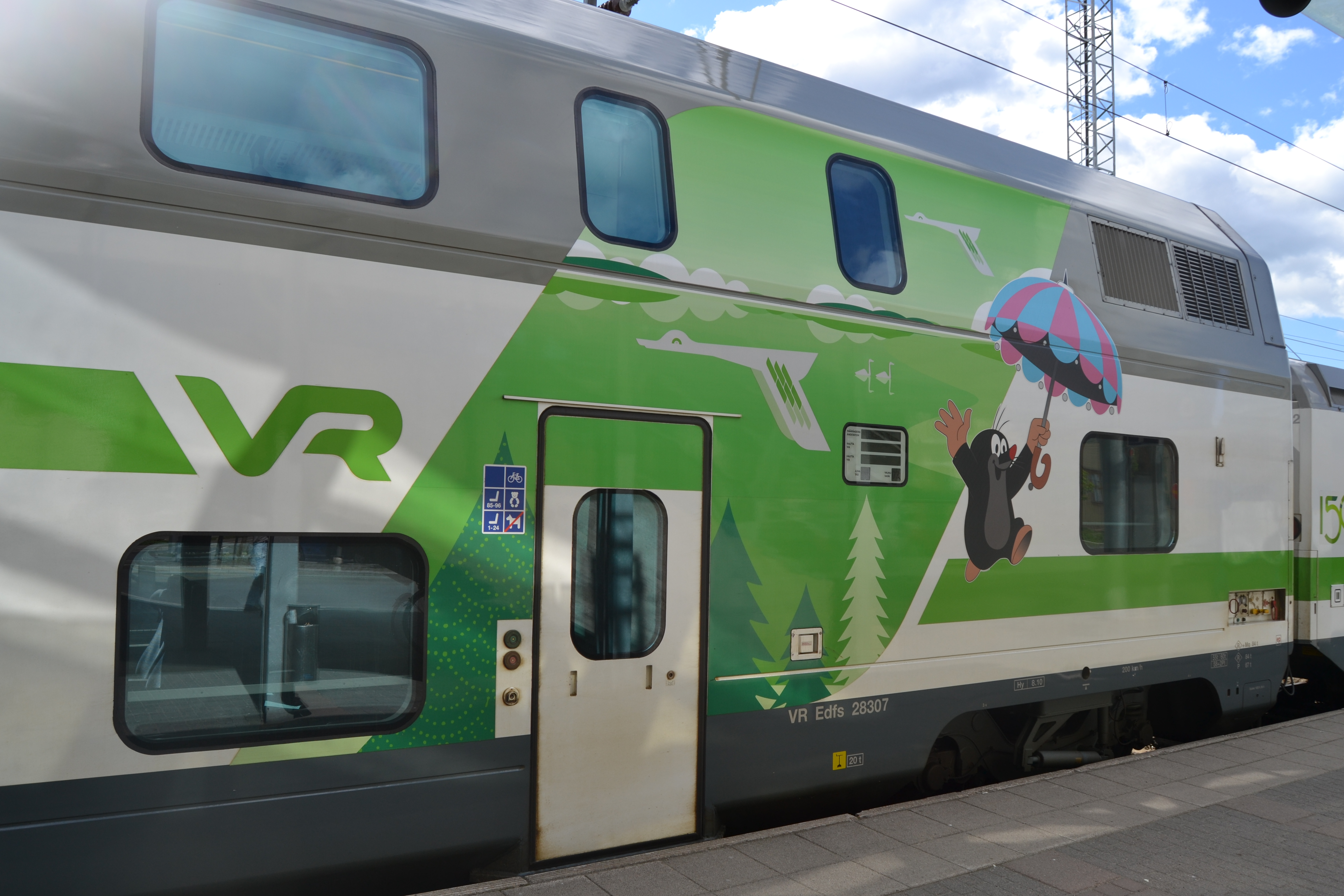
Postava krtečka na finském vlaku

## Historie
Postavičku krtka vytvořil Zdeněk Miler ve studiu Krátký film Praha. Když dostal úkol vymyslet postavičku pro děti, dlouhou dobu se mu nedařilo a při procházce do přírody spatřil soubor krtinců, což jej inspirovalo. Animovaný film je dnes obvykle uváděn jako ucelený televizní seriál v pořadu Večerníček, ve kterém byl poprvé uveden roku 1975, přestože první filmy vznikaly samostatně.
První díl z roku 1957 nesl název Jak krtek ke kalhotkám přišel, ve kterém se objevily i další postavičky jako žába, čáp, rákosník, rak, pavouci, ježek a především rostlina len. Další díly přibývaly velmi pozvolna, Krtek a autíčko (1963), Krtek a raketa (1966) a další, celkem 49 dílů. Jednotlivé díly mají délku od cca 5 min až po 29 minut (Krtek ve městě; ve snu a další 4 díly). Po velkém úspěchu animovaných filmů a večerníčků po celém světě vznikla řada dětských knih, kompaktních disků a videokazet s námětem Krtka.
Zdeněk Miler údajně postavičku krtka vymyslel v roce 1954 poté, co zakopl o krtinu. Navíc krtka, jako jedno z mála zvířátek, nepoužil ve svých filmech Walt Disney, proto byla postava krtka ve své době originální. Postava krtka téměř nemluví, říká jen nemnoho slov a převážně citoslovce (hele, jé, ach jo…), která pro první díly nadabovaly Milerovy dcery. Výjimkou je první film Jak krtek ke kalhotkám přišel, který je mluvený. Ten namluvila Viola Zinková.
Podle seriálu byly vytvořeno vícero leporel, básničkových knih a také následující beletristické knihy:
- Eduard Petiška: Jak Krtek ke kalhotkám přišel, SNDK, 1960
- Eduard Petiška: Byl jednou jeden krtek, Olympia, 1974 - obsahuje příběhy Jak krtek ke kalhotkám přišel, Krtek a autíčko
- Eduard Petiška: Krtek a autíčko, Albatros, 1997 - 1. samostatné vydání
- Josef Alois Novotný: Krtek ve městě, Albatros, 1987
- Hana Doskočilová: Krtek v sedmém nebi, Albatros, 1982 - obsahuje příběhy Krtek v sedmém nebi, Krtek a zelená hvězda
- Hana Doskočilová: Krtek a paraplíčko, Albatros, 1991
- Hana Doskočilová: Jak krtek uzdravil myšku, Albatros, 1993
- Hana Doskočilová: Krtek a orel, Albatros, 1996
- Hana Doskočilová: Krtek a zelená hvězda, Albatros, 1998 - obsahuje příběhy Krtek a zelená hvězda, Krtek a paraplíčko, Krtek v sedmém nebi
- Hana Doskočilová: Krtek v zimě, Albatros, 1998 - obsahuje příběhy Krtek a sněhulák, Krtek a Vánoce
- Hana Doskočilová: Krtek a maminka, Albatros, 2002
- Hana Doskočilová: Krtek a sněhulák, Albatros, 2002 - 1. samostatné vydání
- Hana Doskočilová: Krtek a zelená hvězda, Albatros, 2003 - 1. samostatné vydání
- Hana Doskočilová: Krtek a televize, Knižní klub, 2004
- Hana Doskočilová: Krtek a Vánoce, Albatros, 2009 - 1. samostatné vydání
- Zdeněk Miler: Krtek a raketa, z němčiny přeložil Ondřej Müller, Albatros, 2000
- Kateřina Miler: Krtek a rybka, Svatojánek, 2011
- Kateřina Miler: Krtek na návštěvě, Svatojánek, 2015
- Kateřina Miler: Krtek a zahrádka, Svatojánek, 2017
- Eduard Petiška, Hana Doskočilová: Krtkova dobrodružství, Albatros, 2013 - obsahuje příběhy Jak Krtek ke kalhotkám přišel, Krtek a autíčko, Krtek a paraplíčko
- Eduard Petiška, Josef Alois Novotný: Krtkova dobrodružství, Albatros, 2020 - obsahuje příběhy Jak Krtek ke kalhotkám přišel, Krtek a autíčko, Krtek ve městě

Některé knihy byly také zpracovány jako audiocédéčko, na kterých namluvil příběhy Marek Eben:
- Eduard Petiška, Hana Doskočilová: Krtečkova dobrodružství - Jak Krtek ke kalhotkám přišel, Krtek a autíčko, Krtek a paraplíčko, Supraphon, 2000
- Hana Doskočilová: Krtečkova dobrodružství 2 - Jak Krtek uzdravil myšku, Krtek a zelená hvězda, Krtek a sněhulák, Supraphon, 2001
- Hana Doskočilová: Krtečkova dobrodružství 3 - Krtek a orel, Supraphon, 2002
- Josef Alois Novotný: Krtečkova dobrodružství 4 - Krtek ve městě, Supraphon, 2003
- Hana Doskočilová: Krtečkova dobrodružství 5 - Krtek a kouzelné Vánoce, Supraphon, 2003

## Přesah doekologiea společenských problémů
Některé díly disponují někdy až depresivním ekologickým přesahem a jsou jistě k zamyšlení ve spojení se současnou situací. V díle Krtek ve městě můžeme sledovat celý proces výstavby velkoměsta včetně likvidace přírodní krajiny, krtek a ostatní zvířátka se tak ocitají v neznámém prostředí plném nástrah současné civilizace a bezmocně se snaží dosáhnout svých práv a jisté spravedlnosti. Díl Krtek a buldozer ukazuje výstavbu dálnice krajinou, krtkovi se nakonec podaří lstí trasu alespoň mírně odklonit. Lze zmínit i díl Krtek a tranzistor, kdy přítomnost rádia v lese naprosto naruší život jeho obyvatel a také díl Krtek a televizor, ve kterém krtek musí vzdorovat zahradníkovi, který se jej chystá zlikvidovat jako škůdce.
Z biologického hlediska je zajímavý i díl Krtek a maminka, kde je divák svědkem rozmnožovacího chování zajíců včetně porodu, a díl Krtek a žabka zase ukazuje rizika silničního provozu a vyzývá k opatrnosti. I v dalších dílech krtek často pomáhá zraněným či osamoceným zvířatům.
Díl Krtek filmová hvězda popisuje moc slávy, která dokáže pohltit každého, kdo se objeví v showbyznysu. Po přepracovanosti krtek nakonec poznává krásu klidu a přírody.

## Díly série
Mezi lety 1957 až 2002 bylo natočeno celkem 49 krátkých snímků. Délku mají 5 až 28 minut, všechny díly režíroval Zdeněk Miler.
Krátký film Praha vydal celý seriál v letech 2000–2002 na pěti DVD pod názvem Krtkova dobrodružství (distributor: Centrum českého videa). V kolekci nebyl obsažen jen první, mluvený film. Ten pak vyšel v roce 2004 na samostatném 80minutovém DVD Krtek a kalhotky, spolu s výběrem dalších 9 dílů (vydavatel a distributor: Země pohádek).

## Krtek ve vesmíru

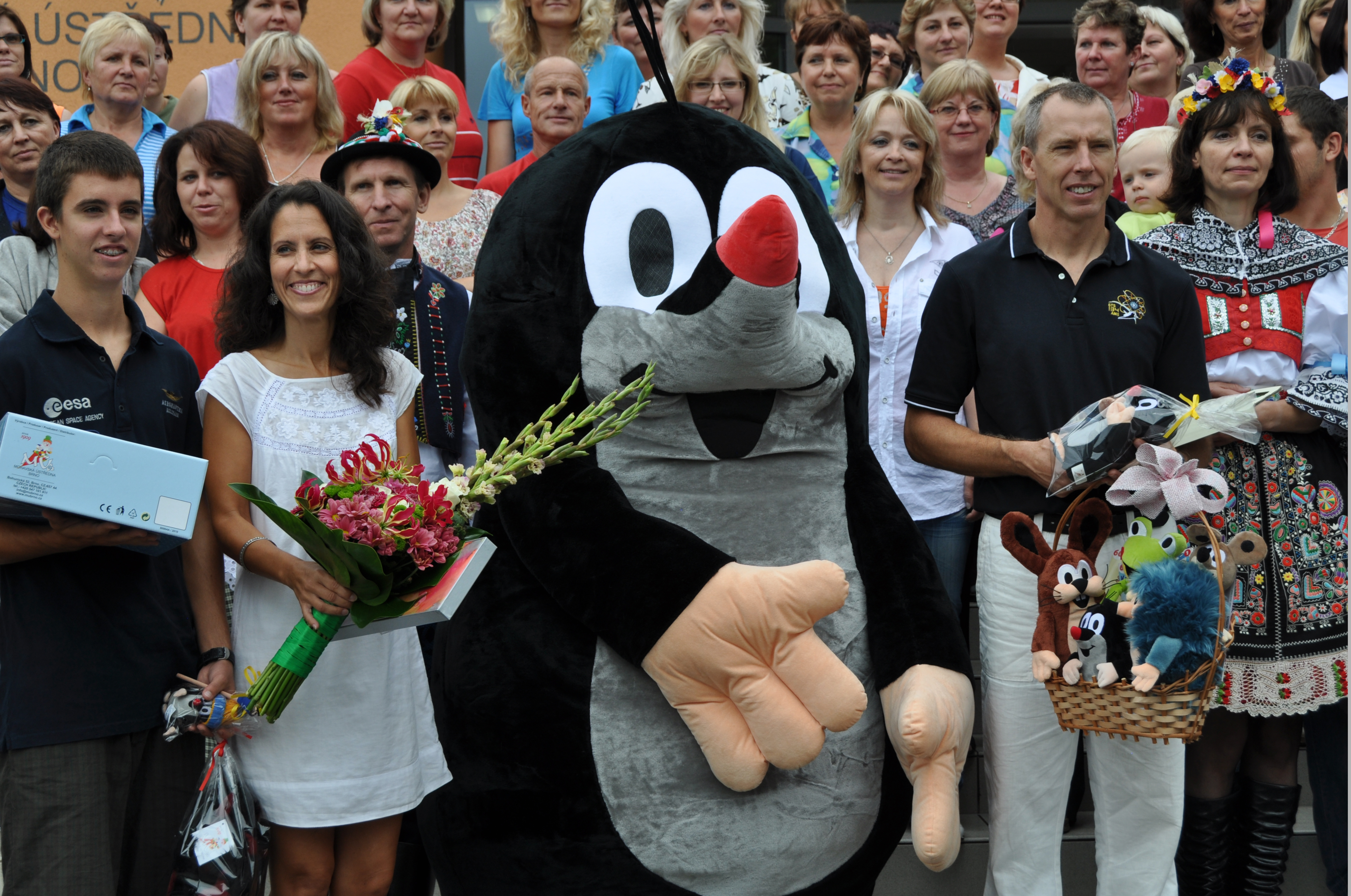
Astronaut Andrew Feustel na návštěvě Moravské ústředny Brno, výrobny plyšových krtečků (2013)

Plyšová figurka Krtka se stala symbolem poslední vesmírné mise raketoplánu Endeavour, která propagovala vědu a vesmírný výzkum všech dětí světa. Mise STS-134 měla být původně zahájena 19. dubna 2011. Start byl odložen a uskutečnil se 16. května téhož roku. Krtek letěl do vesmíru na návrh astronauta A. J. Feustela, jehož manželka má české předky. Dne 1. června v ranních hodinách pak raketoplán Endeavour přistál na Zemi společně s Krtkem. Podruhé vzal astronaut Feustel Krtka do vesmíru 21. března 2018, kdy se pro změnu proletěl v Sojuzu a dělal přes půl roku společnost osazenstvu ISS až do 4. října 2018.

## Krtek na cestě kolem světa
O velké oblíbenosti postavy Krtka není pochyb. Jako svého maskota pro projekt Naše cesta kolem světa si jej vybrali cestovatelé Pavel Zrzavý a Martina Libřická. Plyšový Krtek s nimi vyrazil cestovat 8. února 2015. Svět poznávali celkem 527 dní, během kterých procestovali 22 zemí, navštívili stovky míst a poznali mnoho zajímavých kultur. Krtka si cestovatelé vybrali jako symbol představující domov. Zároveň také chtěli, aby Krtek i nadále inspiroval děti a dospělé, kteří ho mají rádi. Vedle hračky Krtka s sebou na cesty vzali ještě myšáka Gosig Mus z produkce firmy Ikea.

## Krtek a Panda
V roce 2014 uzavřela vnučka malíře Karolína Milerová smlouvu s čínskou televizí CCTV o natáčení nových příběhů Krtečka. Nové díly vznikly už počítačovou 3D technologií a postava krtka v nich oproti předchozím zvyklostem také mluví. Seriál se začal vysílat v Číně. V Česku jeho první díl uvedla TV Barrandov, která patří do skupiny Empresa Media s minoritním čínským vlastníkem, nejprve samostatně u příležitosti státní návštěvy čínského prezidenta Si Ťin-pchinga v České republice koncem března 2016. Nový 52dílný seriál se jmenuje Krtek a Panda (také známý jako Panda a Krtek), v Česku vyšla první série na DVD a odvysílala jej stanice Barrandov Plus. Druhá série také 26 dílů vyšla v roce 2017. Seriál měl celkem 52 epizod.
Podle Vadima Petrova, který k původním příběhům skládal hudbu, si však Zdeněk Miler nepřál, aby se v jeho díle dále pokračovalo. V březnu 2019 Vrchní soud v Praze pravomocně rozhodl, že Milerova vnučka nemá ke Krtkovi výhradní právo poskytovat podlicence dalším výrobcům a smlouva z roku 2011, na základě které tak činila, je neplatná, neboť její obsah není dost určitý. Milerová proti rozhodnutí soudu podala dovolání. Nakonec došlo k mimosoudní dohodě mezi všemi dědici po Zdeňku Milerovi, jejímž výsledkem bylo ukončení seriálu.